# Choteč, Jičín
Choteč là một làng thuộc huyện Jičín, vùng Královéhradecký, Cộng hòa Séc.